# 'Mantsebo Amelia 'Matsaba Sempe
 'Mantsebo Amelia 'Matsaba Sempe Nkuebe (1902-1964) était la souveraine du Basutoland (devenu, depuis, le Lesotho) du 28 janvier 1941 au 12 mars 1960, en tant que régente et tutrice de son beau-fils, le futur Moshoeshoe II.
Elle était la première épouse de Simon Seeiso Griffith. Elle est choisie comme régente un mois après la mort de ce dernier. Ses premières années au pouvoir ont été marquées par des conflits portant à la fois sur la légitimité de son règne et sur la tutelle de son beau-fils (l'héritier de Seeiso). Cependant, 'Mantšebo conserve la régence pendant plus de 19 ans et jette les bases de la monarchie constitutionnelle du Lesotho. Le fils de Simon Seeiso Griffith, Moshoeshoe II devient roi, à la fin de sa régence, entre 1960 et 1988 puis de 1990 à 1996.

## Biographie

### Les origines
À sa naissance, 'Mantšebo s'appelle Moipone Nkoebe. Elle est la fille de Sempe Nkoebe, chef de la région de Quthing et membre de la dynastie royale. Après avoir terminé ses études primaires, 'Mantšebo épouse Seeiso Griffith, le fils de Griffith Lerotholi (qui avait succédé à son frère Letsie Lerotholi comme chef suprême du Basutoland en 1913). Elle est la première épouse de son mari, et lui donne une fille, Ntšebo (qui n'est pas éligible au trône selon les règles de succession). Seeiso se marie deux autres fois. Il a un fils de sa deuxième et un de sa troisième épouse. Le fils de sa seconde épouse, Bereng (le futur Moshoeshoe II), devient son héritier lorsqu'il accède au trône en juillet 1939 mais est trop jeune pour être couronné à la mort de Seeiso en décembre 1940.

### La régence
Seeiso meurt le 26 décembre 1940. Il était malade depuis un certain temps, et pendant sa maladie, il a autorisé son principal conseiller, Gabasheane Masupha, à agir en tant que chef suprême durant son incapacité. Comme l'héritier présomptif de Seeiso, Bereng, n'a encore que deux ans, Gabasheane continue à assurer l'intérim après la mort de Seeiso. En janvier 1941, cependant, un conseil des principaux chefs basotho est convoqué pour élire un régent permanent pendant la minorité de Bereng. Mantšebo était l'un des deux candidats, avec Bereng Griffith (demi-frère de Seeiso). Ce conseil choisit 'Mantšebo. Elle est ensuite reconnue comme régente par le commissaire résident britannique, Edmund Richards, et par le secrétaire d'État aux Colonies, Lord Moyne.
Malgré la décision du conseil, Bereng Griffith et ses partisans refusent de reconnaître 'Mantšebo comme régente et contestent la décision devant la Haute Cour du Basutoland (qui n'avait été créée qu'en 1938). Bereng Griffith avance l'argument que le droit traditionnel et la coutume empêchent les femmes d'exercer les fonctions de chef. Il soutient également que Seeiso et 'Mantšebo s'étaient mariés selon la coutume du lévirat et que, par conséquent, en tant que veuve de son frère, elle devait désormais l'épouser. Cependant, la Haute Cour rejette ces deux arguments et confirme la décision du conseil, permettant à 'Mantšebo de rester régente. Bereng Griffith continue à démener pour accéder au pouvoir jusqu'en 1949, lorsque lui et l'ancien régent Gabasheane sont condamnés pour de multiples meurtres et pendus,.
Lorsque 'Mantšebo est choisie comme régente en 1940, elle est également nommée tutrice de l'héritier de Seeiso, son beau-fils Bereng. 'Mantšebo et la mère de Bereng, 'Mabereng, étaient réputées pour s'être «détestées mutuellement». 'Mabereng et ses partisans s'efforcent de soustraire l'héritier présomptif, Bereng, au contrôle direct de la régente, car ils craignent que 'Mantšebo (ou l'un de ses alliés) ne le fasse tuer. À un moment donné, des rumeurs de tentative d'assassinat les conduisent à cacher le garçon dans une grotte pendant deux jours. Cependant, lorsque Bereng grandit, 'Mantšebo commence à avoir davantage son mot à dire dans ses affaires. Elle s'arrange pour qu'il soit élevé dans sa propre foi catholique romaine et rejette le projet de lui faire suivre un enseignement dans une école publique non confessionnelle, malgré les fortes objections de sa mère (protestante), du Conseil législatif et du commissaire résident. Ce conflit sur la scolarité débouche sur « une guerre totale entre les veuves royales », qui ne prend fin que lorsque Bereng quitte l'Afrique pour poursuivre son éducation en Angleterre.
'Mantsebo est décrite comme une dirigeante « astucieuse et volontaire », habile à traiter avec l'administration coloniale britannique, opposée à ce protectorat colonial mais ne pouvant proposer une alternative crédible : les Britanniques apportent une aide économique et protège surtout le Basutoland d'une annexion par le régime d'Afrique du Sud. Géographiquement, le Basutoland  est un territoire enclavé par l'Afrique du Sud, d'une superficie égale à celle de la Belgique, peuplé d'environ 900 000 habitants, sans grandes terres fertiles et dépendant économiquement de ce voisin. L'Afrique du Sud, où le régime afrikaners met en place une ségrégation qui deviendra le régime d'apartheid, souhaite depuis des décennies absorber le Basutoland pour constituer le noyau d'un bantoustan regroupant notamment les travailleurs noirs des mines d'or et des industries sud-africaines.
Pour autant, 'Mantsebo utilise diverses tactiques pour éviter les fonctionnaires coloniaux britanniques, notamment en feignant une mauvaise santé et en simulant de fréquentes crises de dépression. Sur le plan interne, 'Mantšebo jette les bases de la monarchie constitutionnelle du Lesotho, qui suivra l'indépendance. Lorsqu'en 1959, un Conseil national du Basutoland (conseil législatif élu) est mis en place pour accompagner une autonomie plus forte du Basutoland et préparer la transition vers une monarchie parlementaire indépendante, elle accepte de consulter ce conseil national sur les questions de son ressort. Elle soutient également le droit à la liberté d'association, autorisant les organisations politiques à tenir des réunions publiques sans interférence. Les « premiers partis politiques modernes » du Basutoland ont été formés dans les années 1950, pendant sa régence.
Cependant, 'Mantšebo elle-même n'est pas politiquement neutre et en vient à «soutenir officieusement» l'un des partis qui émerge, le Parti national du Basutoland (ou Basutoland National Party - BNP), dirigé par Joseph Leabua Jonathan (un ancien conseiller, membre lui-même de la famille royale). À la fin des années 1950, elle subit une pression croissante pour se retirer et permettre à Bereng d'assumer la chefferie. Elle a l'intention de rester régente jusqu'à ce qu'il ait terminé ses études universitaires et se soit marié. Mais elle est finalement contrainte de se retirer en mars 1960.

### Vie ultérieure et honneurs
Mantšebo meurt quatre ans après avoir renoncé à la régence, « une femme manifestement déprimée et au cœur brisé ». Elle est la seule femme à avoir régné sur le Basutoland avant l'indépendance (et en Afrique australe, Labotsibeni Mdluli du Swaziland est la seule autre femme à avoir régné pendant une période comparable.
En 1946, 'Mantšebo avait été nommée Officier de l'Ordre de l'Empire britannique (OBE), en reconnaissance de l'effort de guerre de la nation Basuto pendant la Seconde Guerre mondiale. L'année suivante, lors d'une tournée royale britannique en Afrique du Sud, la famille royale passe par le Basutoland. Le roi George VI  l'intronise alors personnellement dans l'ordre devant une foule de milliers de personnes. Son épouse, la reine Elizabeth, et ses filles, les princesses Elizabeth et Margaret, sont également présentes lors de cette cérémonie.